# Swiss Indoors 2005 - Qualificazioni singolare
Le qualificazioni del singolare allo Swiss Indoors 2005 sono state un torneo di tennis preliminare per accedere alla fase finale della manifestazione. I vincitori dell'ultimo turno sono entrati di diritto nel tabellone principale. In caso di ritiro di uno o più giocatori aventi diritto a questi sono subentrati i lucky loser, ossia i giocatori che hanno perso nell'ultimo turno ma che avevano una classifica più alta rispetto agli altri partecipanti che avevano comunque perso nel turno finale.
Le qualificazioni del torneo Swiss Indoors 2005 prevedevano 32 partecipanti di cui 4 sono entrati nel tabellone principale.

## Teste di serie
1. Wesley Moodie (Qualificato)
2. Marcos Baghdatis (Qualificato)
3. Alexander Waske (Qualificato)
4. Stefan Koubek (secondo turno)

1. Kristof Vliegen (Qualificato)
2. Iván Navarro (primo turno)
3. Michael Berrer (ultimo turno)
4. Flavio Cipolla (primo turno)

## Qualificati
1. Wesley Moodie
2. Marcos Baghdatis

1. Alexander Waske
2. Kristof Vliegen

## Tabellone

### Legenda
| - Q = Qualificato - WC = Wild card - LL = Lucky loser | - ALT = Alternate - SE = Special Exempt - PR = Protected Ranking | - w/o = Walkover - r = Ritirato - d = Squalificato |

### Sezione 1
|  | Primo turno    | Primo turno          | Primo turno          | Primo turno | Primo turno |  |  | Secondo turno        | Secondo turno        | Secondo turno | Secondo turno        | Secondo turno        |   |   | Ultimo turno | Ultimo turno  | Ultimo turno  | Ultimo turno | Ultimo turno |  |
|  |                |                      |                      |             |             |  |  |                      |                      |               |                      |                      |   |   |              |               |               |              |              |  |
|  | 1              | Wesley Moodie        | 6                    | 5           | 6           |  |  |                      |                      |               |                      |                      |   |   |              |               |               |              |              |  |
|  |                | Philipp Marx         | 3                    | 7           | 4           |  |  | 1                    | Wesley Moodie        | 6             | 0                    | 6                    |   |   |              |               |               |              |              |  |
|  | Louk Sorensen  | Louk Sorensen        | Louk Sorensen        | 7           | 6           |  |  |                      | Louk Sorensen        | 3             | 6                    | 2                    |   |   |              |               |               |              |              |  |
|  | Julien Mathieu | Julien Mathieu       | Julien Mathieu       | 63          | 4           |  |  |                      |                      |               |                      |                      |   |   | 1            | Wesley Moodie | Wesley Moodie | 6            | 7            |  |
|  | Simone Bolelli | Simone Bolelli       | 7                    | 3           | 6           |  |  |                      |                      |               | Jean-Claude Scherrer | Jean-Claude Scherrer | 3 | 5 |              |               |               |              |              |  |
|  | Roman Valent   | Roman Valent         | 69                   | 6           | 3           |  |  | Simone Bolelli       | Simone Bolelli       | 2             | 6                    | 65                   |   |   |              |               |               |              |              |  |
|  |                | Jean-Claude Scherrer | Jean-Claude Scherrer | 6           | 6           |  |  | Jean-Claude Scherrer | Jean-Claude Scherrer | 6             | 4                    | 7                    |   |   |              |               |               |              |              |  |
|  | 8              | Flavio Cipolla       | Flavio Cipolla       | 2           | 1           |  |  |                      |                      |               |                      |                      |   |   |              |               |               |              |              |  |

### Sezione 2
|  | Primo turno        | Primo turno        | Primo turno        | Primo turno | Primo turno |  |  | Secondo turno | Secondo turno    | Secondo turno | Secondo turno | Secondo turno |    |    | Ultimo turno | Ultimo turno     | Ultimo turno | Ultimo turno | Ultimo turno |  |
|  |                    |                    |                    |             |             |  |  |               |                  |               |               |               |    |    |              |                  |              |              |              |  |
|  | 2                  | Marcos Baghdatis   | Marcos Baghdatis   | 6           | 6           |  |  |               |                  |               |               |               |    |    |              |                  |              |              |              |  |
|  |                    | Stefan Kilchhofer  | Stefan Kilchhofer  | 2           | 1           |  |  | 2             | Marcos Baghdatis | 7             | 3             | 6             |    |    |              |                  |              |              |              |  |
|  | Stéphane Bohli     | Stéphane Bohli     | Stéphane Bohli     | 6           | 7           |  |  |               | Stéphane Bohli   | 5             | 6             | 3             |    |    |              |                  |              |              |              |  |
|  | Jakub Herm-Zahlava | Jakub Herm-Zahlava | Jakub Herm-Zahlava | 0           | 5           |  |  |               |                  |               |               |               |    |    | 2            | Marcos Baghdatis | 5            | 7            | 7            |  |
|  | Ivo Heuberger      | Ivo Heuberger      | Ivo Heuberger      | 6           | 6           |  |  |               |                  |               | Bob Bryan     | 7             | 65 | 62 |              |                  |              |              |              |  |
|  | Maximilian Abel    | Maximilian Abel    | Maximilian Abel    | 4           | 3           |  |  | Ivo Heuberger | Ivo Heuberger    | Ivo Heuberger | 65            | 3             |    |    |              |                  |              |              |              |  |
|  |                    | Bob Bryan          | Bob Bryan          | 7           | 6           |  |  | Bob Bryan     | Bob Bryan        | Bob Bryan     | 7             | 6             |    |    |              |                  |              |              |              |  |
|  | 6                  | Iván Navarro       | Iván Navarro       | 6           | 2           |  |  |               |                  |               |               |               |    |    |              |                  |              |              |              |  |

### Sezione 3
|  | Primo turno          | Primo turno          | Primo turno          | Primo turno | Primo turno |  |  | Secondo turno | Secondo turno        | Secondo turno        | Secondo turno  | Secondo turno |   |   | Ultimo turno | Ultimo turno    | Ultimo turno | Ultimo turno | Ultimo turno |  |
|  |                      |                      |                      |             |             |  |  |               |                      |                      |                |               |   |   |              |                 |              |              |              |  |
|  | 3                    | Alexander Waske      | Alexander Waske      | 7           | 6           |  |  |               |                      |                      |                |               |   |   |              |                 |              |              |              |  |
|  |                      | Michał Przysiężny    | Michał Przysiężny    | 64          | 2           |  |  | 3             | Alexander Waske      | Alexander Waske      | 6              | 6             |   |   |              |                 |              |              |              |  |
|  | Julian Reister       | Julian Reister       | Julian Reister       | 7           | 6           |  |  |               | Julian Reister       | Julian Reister       | 4              | 2             |   |   |              |                 |              |              |              |  |
|  | Tomáš Cakl           | Tomáš Cakl           | Tomáš Cakl           | 64          | 4           |  |  |               |                      |                      |                |               |   |   | 3            | Alexander Waske | 6            | 6            | 6            |  |
|  | Benjamin-David Rufer | Benjamin-David Rufer | Benjamin-David Rufer | 6           | 6           |  |  |               |                      | 7                    | Michael Berrer | 7             | 3 | 3 |              |                 |              |              |              |  |
|  | Lovro Zovko          | Lovro Zovko          | Lovro Zovko          | 3           | 2           |  |  |               | Benjamin-David Rufer | Benjamin-David Rufer | 2              | 1             |   |   |              |                 |              |              |              |  |
|  | 7                    | Michael Berrer       | Michael Berrer       | 6           | 6           |  |  | 7             | Michael Berrer       | Michael Berrer       | 6              | 6             |   |   |              |                 |              |              |              |  |
|  |                      | Frederic Nussbaum    | Frederic Nussbaum    | 3           | 1           |  |  |               |                      |                      |                |               |   |   |              |                 |              |              |              |  |

### Sezione 4
|  | Primo turno    | Primo turno     | Primo turno     | Primo turno | Primo turno |  |  | Secondo turno | Secondo turno   | Secondo turno   | Secondo turno   | Secondo turno   |   |   | Ultimo turno | Ultimo turno | Ultimo turno | Ultimo turno | Ultimo turno |  |
|  |                |                 |                 |             |             |  |  |               |                 |                 |                 |                 |   |   |              |              |              |              |              |  |
|  | 4              | Stefan Koubek   | Stefan Koubek   | 6           | 6           |  |  |               |                 |                 |                 |                 |   |   |              |              |              |              |              |  |
|  |                | Tino Brodar     | Tino Brodar     | 1           | 2           |  |  | 4             | Stefan Koubek   | 4               | 6               | 68              |   |   |              |              |              |              |              |  |
|  | Alan Mackin    | Alan Mackin     | 6               | 3           | 7           |  |  |               | Alan Mackin     | 6               | 2               | 7               |   |   |              |              |              |              |              |  |
|  | Marin Čilić    | Marin Čilić     | 3               | 6           | 5           |  |  |               |                 |                 |                 |                 |   |   |              | Alan Mackin  | Alan Mackin  | 4            | 2            |  |
|  | Philipp Hammer | Philipp Hammer  | Philipp Hammer  | 7           | 6           |  |  |               |                 | 5               | Kristof Vliegen | Kristof Vliegen | 6 | 6 |              |              |              |              |              |  |
|  | Yves Allegro   | Yves Allegro    | Yves Allegro    | 6           | 4           |  |  |               | Philipp Hammer  | Philipp Hammer  | 3               | 2               |   |   |              |              |              |              |              |  |
|  | 5              | Kristof Vliegen | Kristof Vliegen | 6           | 6           |  |  | 5             | Kristof Vliegen | Kristof Vliegen | 6               | 6               |   |   |              |              |              |              |              |  |
|  |                | Fabian Roetschi | Fabian Roetschi | 3           | 2           |  |  |               |                 |                 |                 |                 |   |   |              |              |              |              |              |  |